# Piedra tumbal

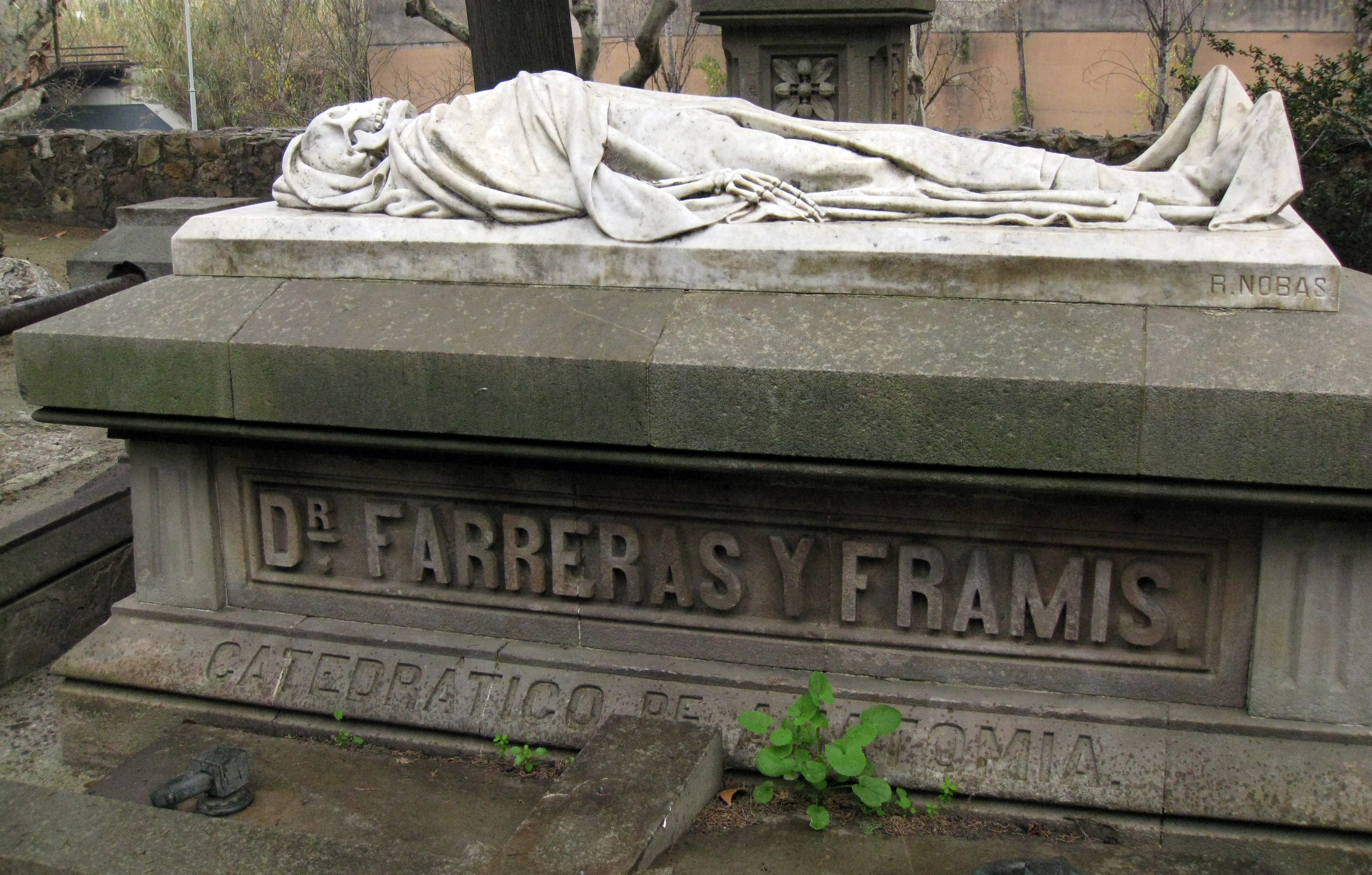
Piedra tumbal representando un esqueleto

Se llama piedra tumbal a la piedra generalmente grabada en hueco que cubre alguna sepultura. 
Las piedras tumbales pueden situarse al nivel del suelo o estar empotradas en un muro vertical. Existen gran número de piedras tumbales en la Edad Media y el Renacimiento con efigies de personajes históricos que constituyen un testimonio perfecto para conocer la historia del traje. Por lo demás, ciertas piedras tumbales son de gran riqueza ornamental teniendo las figuras por lo general carácter grandioso. 